# Cosmoconus modestus
Cosmoconus modestus là một loài tò vò trong họ Ichneumonidae.